# Jordbrukarnas mjölkcentrals byggnadskomplex i Kampen

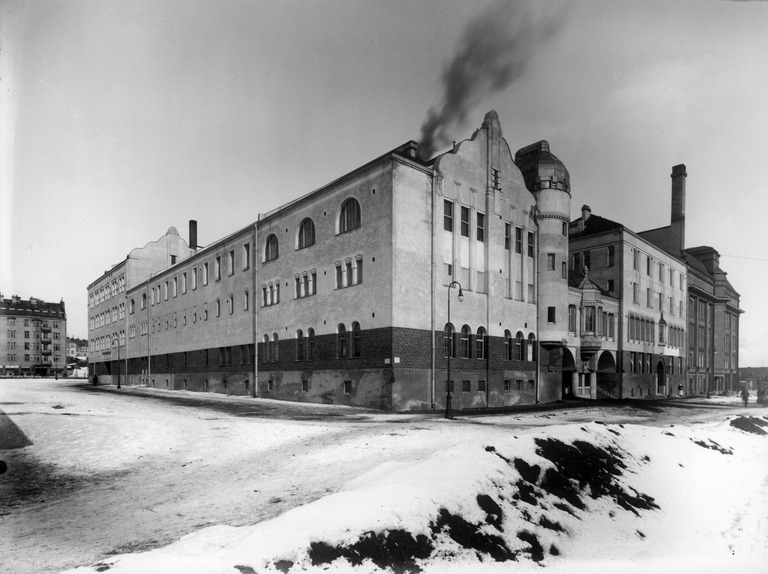
Hörnet Salomonsgatan/Olofsgatan, 1920

Jordbrukarnas mjölkcentrals byggnadskomplex i Kampen var ett byggnadskomplex på Kampen i Helsingfors. Det uppfördes av det 1905 bildade Jordbrukarnas mjölkcentral Ab (finska: Maanviljelijäin Maitokeskus Oy), som 1976 namnändrades till Hemholmen Ab–Kotisaari Oy.
Den första byggnaden i kvarteret var Arkadiateatern i den östra delen av kvarteret. Den flyttades dit 1861 från Esplanadparken inför uppförandet av Svenska Teaterns nybygge i Esplanadparken vid korsningen med dåvarande Henriksgatan och revs 1907. I dess ställe på tomten närmast Henriksgatan uppfördes  Sergei Nikolajeffs (1878–1920) stora bilpalats, nuvarande Hankkijahuset. Detta blev färdigt 1913. På resterande tomter i kvarteret, vid Salomonsgatan, Olofsgatan och Arkadiagatan uppfördes ett antal byggnader i ett byggnadskomplex för Mjölkcentralen, som blev klart 1914.
Mjölkcentralens bostads- och industrikomplex ritades av Selim A. Lindqvist i jugendstil och nybarock, med adresser Arkadiagatan 4–6, Olofsgatan 1 och Salomonsgatan 3–5. Byggnadskomplexet täckte två tredjedelar av kvarteret. Byggnaderna inrymde mejeri, smör- och ostlager, bageri, samt kontor, fabriker och lägenheter. Byggnaderna skadades under de ryska flygbombningarna på Vinterkrigets första dag den 30 november 1939. 
Jordbrukarnas mjölkcentral flyttade 1962–1964 produktionsanläggningar och kontor till det tidigare Norra Bryggeriets byggnader vid Tavastvägen 111 (numera Arabia köpcentrum). Byggnaderna i Kampen såldes, och de revs 1973. I deras ställe uppfördes byggnaden Innotalo, idag kallad Arkadia nr 6, vilken ritades av Einari Teräsvirta och stod färdigt 1978.

## Bildgalleri

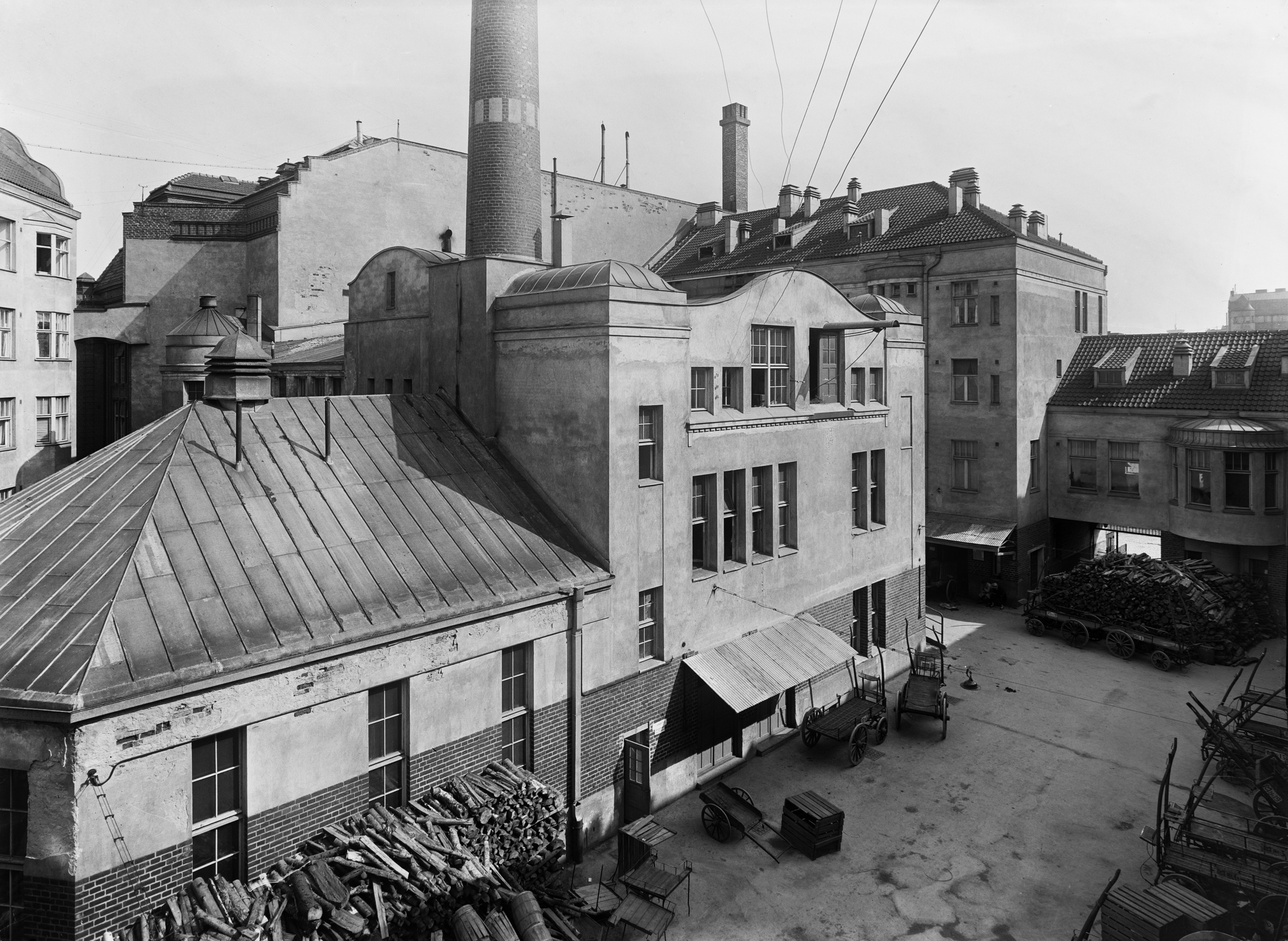
E.M. Nordqvist Oy:s fabrik, för medicinsk utrustning och kirurgiska instrument, Salomonsgatan 3, mellan 1914 och 1919
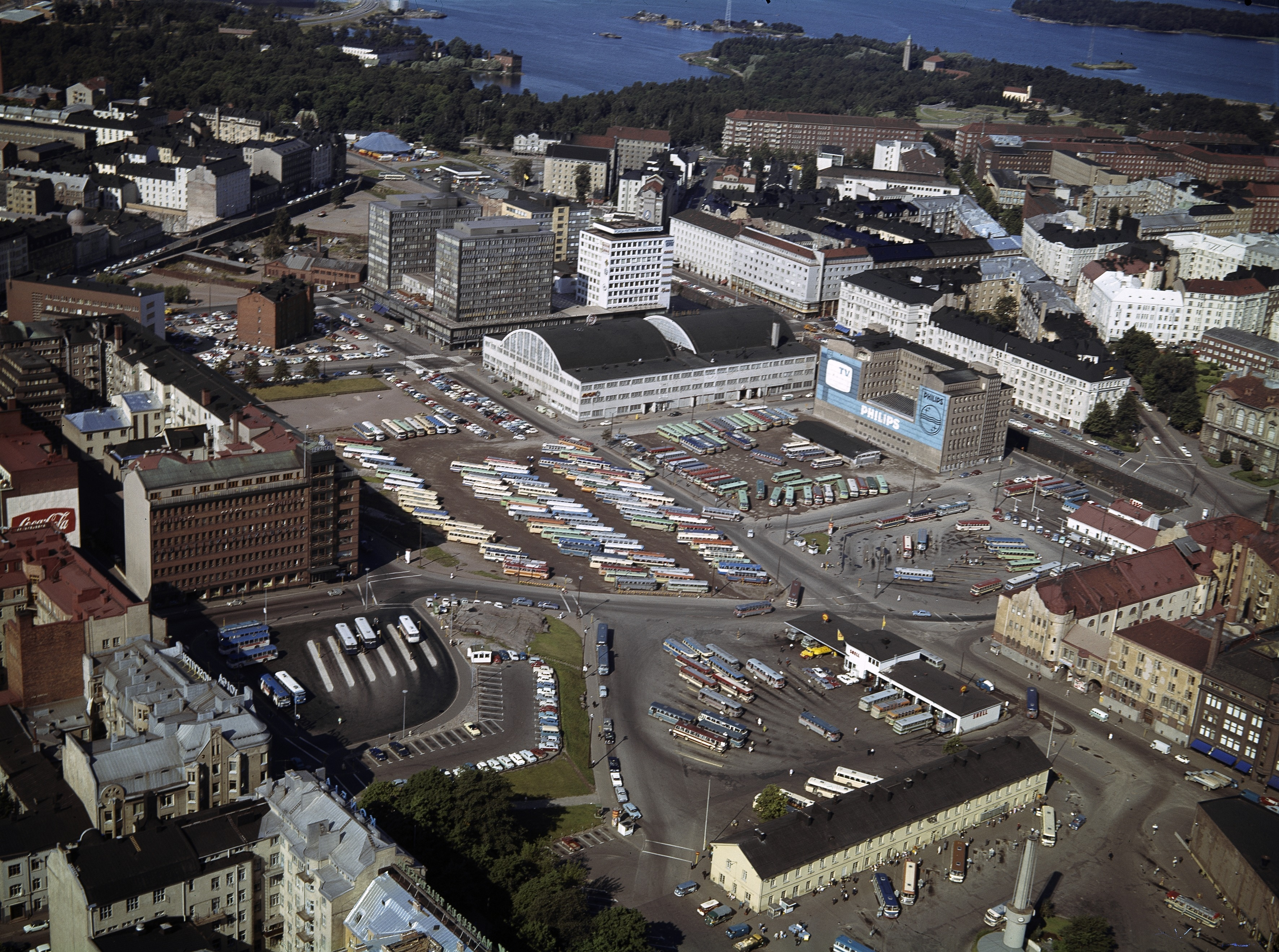
Flygbild över Kampens busstorg, 1964. Nere till höger syns del av Mjölkcentralens byggnadskomplex i hörnet Salomonsgatan/Olofsgatan.
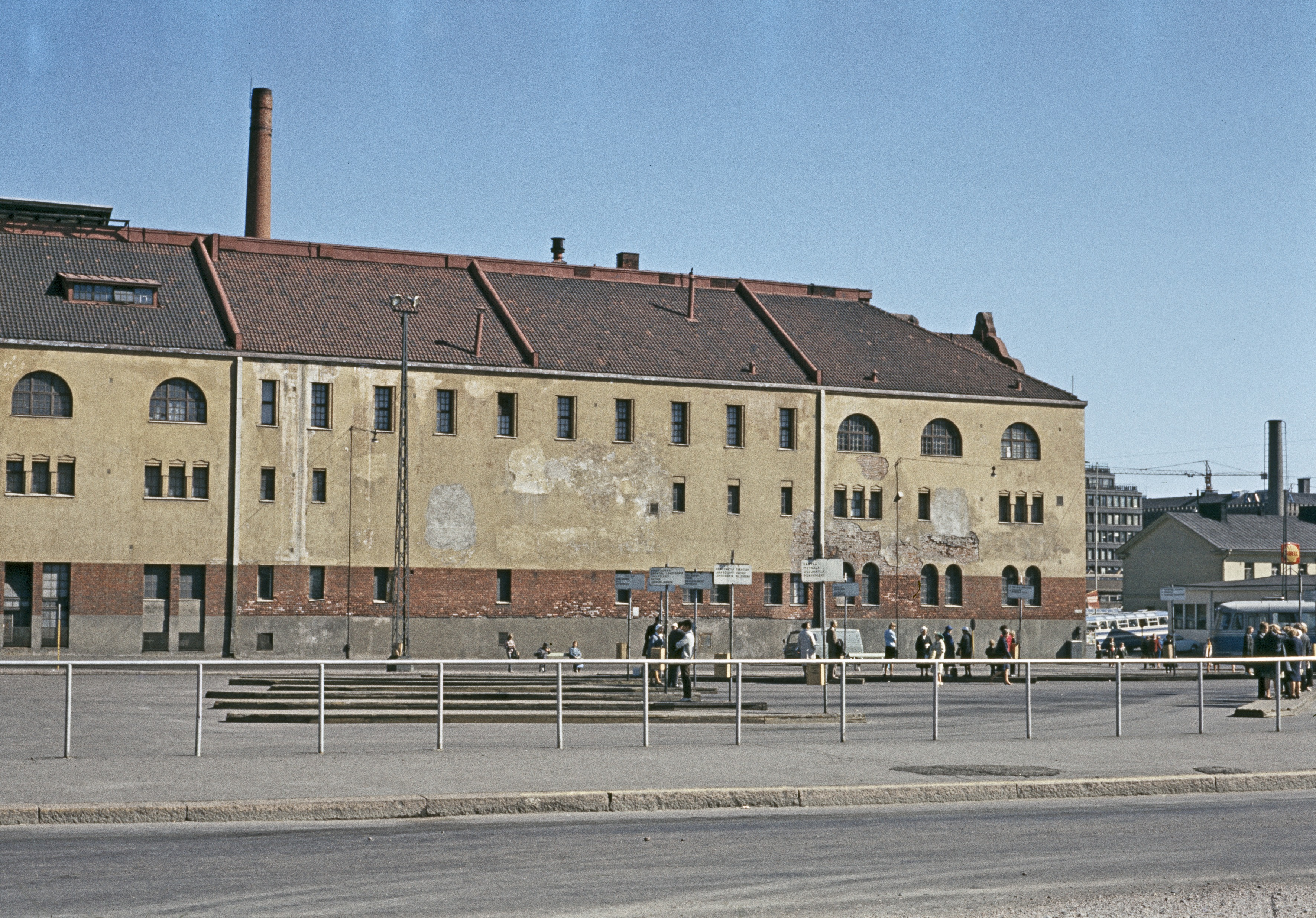
Fasaden mot Olofsgatan, 1967
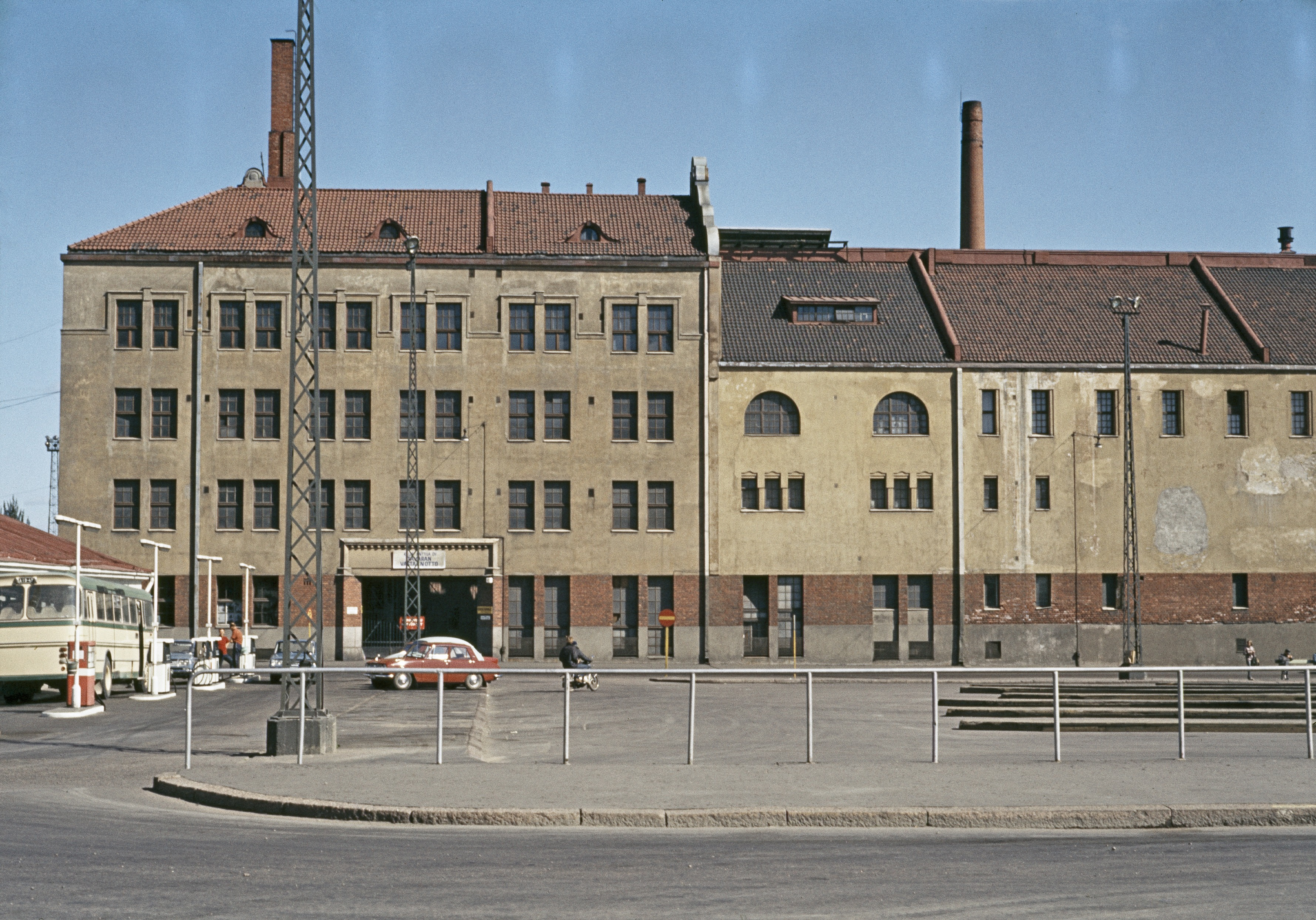
Fasaden mot Olofsgatan, 1967
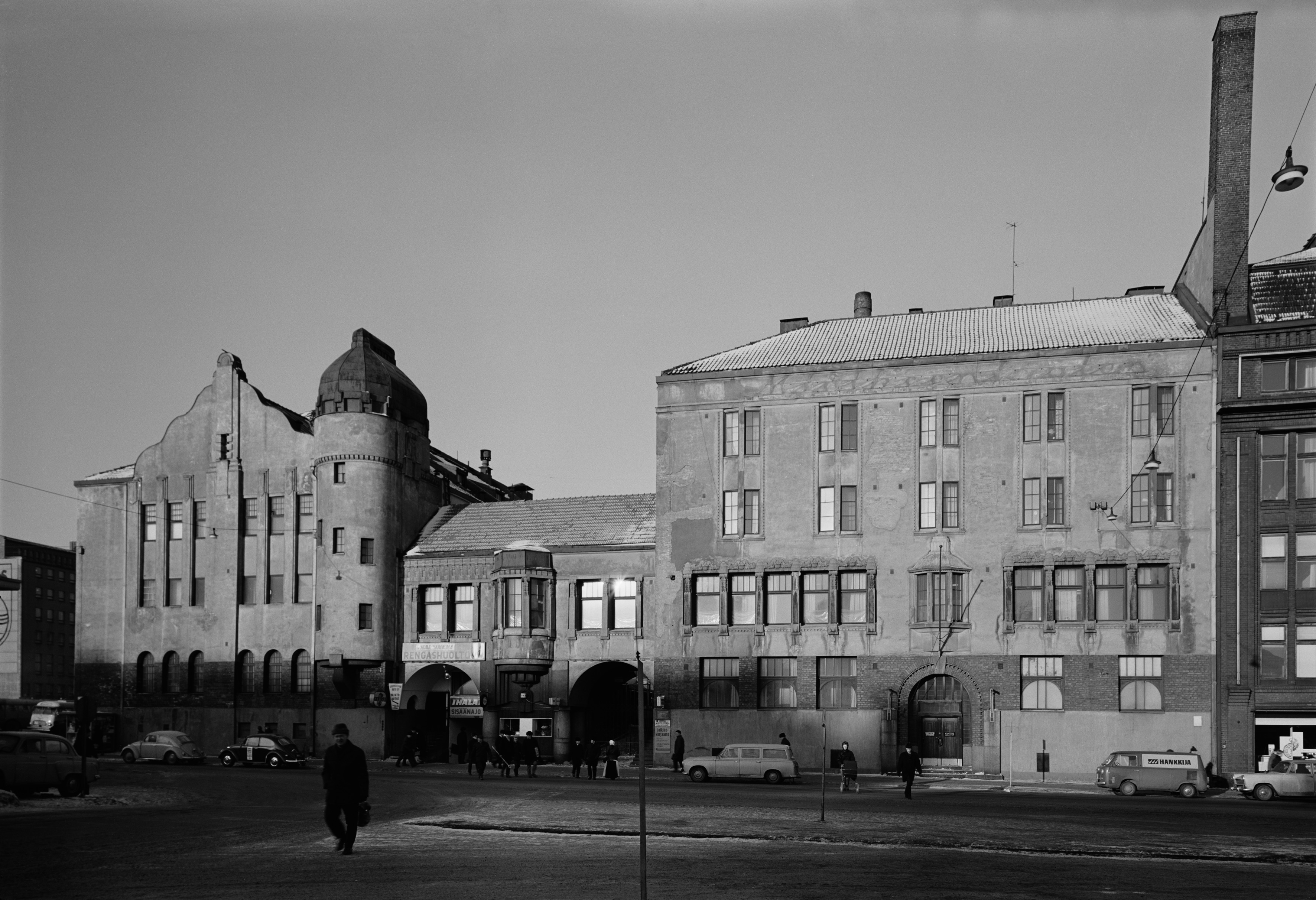
Olofsgatan 1/Salomonsgatan 3–5, 1967–1968